# Живомир Нинковић
Живомир Нинковић (село Поповићи, општина Гламоч, 22. март 1950) пензионисани је генерал-потпуковник Војске Републике Српске у пензији. Током Одбрамбено-отаџбинског рата био је командант Ваздухопловства и противваздушне одбране ВРС.

## Биографија
Живомир (Ђурађ) Нинковић рођен је 22. марта 1950. у Поповићима код Гламоча. Отац му је био земљорадник, а мајка домаћица. Завршио је Војну гимназију, након чега уписује као питомац XXII класе Ваздухопловну војну академију у Задру коју је завршио 1972. и произведен је у чин потпоручника авијације. У активну војну службу ступа 31. августа 1972. У чланство Савеза комуниста Југославије примљен је 13. маја 1968. Потом завршава Командно-штабну школу тактике РВ и ПВО као и Командно-штабну школу оператике РВ и ПВО. Посљедња дужност коју је обављао у ЈНА била је командант 97. авијацијске бригаде у Мостару. Носилац је признања Златни летачки знак и звања инструктор летења. Учесник је Одбрамбено-отаџбинског рата од самог почетка. Формирањем Војске Српске републике Босне и Херцеговине унапријеђен је, 1. јуна 1992, у чин генерал-мајора авијације и постављен за команданта В и ПВО. Током рата је и лично учествовао у борбеним дејствима као пилот авиона „Јастреб“.
Током службе у ЈНА одликован је: Орденом за војне заслуге са сребрним мачевима (1975), Орденом народне армије са сребрном звездом (1979), Орденом за војне заслуге са златним мачевима (1984) и Орденом народне армије са златном звездом (1988). Указом предсједника Републике Српске др Радована Караџића одликован је 1994. Орденом Карађорђеве звијезде за изванредно руковођење и командовање јединицама у оружаној борби. У чин генерал-потпуковника ванредно је унапријеђен 1996. Дужност команданта вида В и ПВО ВРС обављао је до 1998. Указом предсједника Републике Српске Биљане Плавшић смијењен је са дужности.
Пензионисан је 1. фебруара 2000. Живи у Београду.

## Унапређења
- поручник авијације (4. децембра 1974)[1]
- капетан авијације (22. децембра 1976 - пријевремено)[1]
- капетан I класе авијације (22. децембра 1979)[1]
- мајор авијације (22. децембра 1983)[1]
- потпуковник авијације (22. децембра 1986)[1]
- пуковник авијације (22. децембра 1991)[1]
- генерал-мајор авијације (1. јун 1992)